# Šetnja (teorija grafova)
Šetnja, pojam iz teorije grafova. Njome se naziva alternirajući niz vrhova i bridova.
Graf je u gruboj definiciji skup objekata: vrhova, točaka ili čvorova koje povezuju bridovi odnosno crte (linije). Brid spaja dva čvora i to je odnos koji definira graf. Ako vrhove povezuje brid, grafove se prikazuje crtanjem točaka za svaki vrh i povlačenjem luka između dvaju vrhova.
Niz u šetnji počinje i završava vrhom. Svaki vrh iz šetnje incidentan je prethodećem mu bridu i bridu koji mu slijedi u tom nizu. Vrh prethodeći bridu i vrh koji slijedi taj brid krajnji su vrhovi tog brida. Šetnja od vrha {\displaystyle v_{0}} do vrha {\displaystyle v_{i}} duljine je i u grafu G i čini ju niz o i bridova {\displaystyle v_{0}v_{1},v_{1}v_{2},\ldots ,v_{i-1}v_{i}} .
Obično se šetnju označava s {\displaystyle v_{0}v_{1}v_{1}v_{2}\ldots v_{i-1}v_{i}}.
Kad su prvi i zadnji vrh jednaki, šetnja je zatvorena.
Ako su prvi i zadnji vrh različiti, šetnja je otvorena. Ako u ovoj vrsti šetnje nema ponavljanja vrhova pa prema tome ni bridova, zovemo je put.